# Callangate
Callangate, también conocido con el nombre de Collpa Ananta, es una montaña situada en el sureste del Perú en la provincia de Quispicanchi, perteneciente al departamento del Cuzco. Constituye una de las principales elevaciones de la cordillera de Vilcanota, una prolongación de la cordillera Oriental, ramal montañoso de los Andes. Su cima, cubierta por las nieves perpetuas y  por extensos glaciares, alcanza los 6.110 m de altitud. Sus deshielos dan lugar a pequeños cursos de agua, que alimentan la cuenca del río Urubamba. 

## Acceso
El acceso a esta montaña se hace a través de una carretera asfaltada, tomando la ruta desde la ciudad del Cuzco al poblado de Ocongate. En adelante el camino hacia el callangate se hace caminando durante ocho y doce días y requiere de buen estado físico, en tanto atraviesa pasos o abras a gran altura e implica condiciones de clima diversas. Existen compañías de trekking y aventura que ofrecen circuitos turísticos desde sus sedes en la ciudad del Cuzco, que incluyen al Callangate en sus recorridos.

## Geología
Su estructura geológica, que data de los movimientos tectónicos desarrollados durante el terciario, está compuesta por rocas de diverso origen, de carácter sedimentario plegado, metamórfico y volcánico. El Callangate como todos los Andes es originado por la subducción de la placa tectónica de Nazca bajo la placa Sudamericana durante la, geológicamente reciente, orogenia andina.

## Apu
Durante la época del imperio de los Incas, el Callangate junto al Ausangate, fue una de las divinidades más importantes para la gente de aquella época. Sus escarpados espolones y extremas de hielo y roca, hicieron de esta montaña un verdadero “Dios”, calificación que por cierto perdura aún en estos días; la gente que habita en sus alrededores lo considera sagrado y peregrinan anualmente a sus pistas de hielo. El Callangate fue escalado por primera vez en 1953, por un equipo de alpinistas constituido por los alemanes H.Harner, H. Steinmetz, F. Marz y J. Wellenkamp, del DAV, autores del primer libro Vilcanota Perú.